# 奥恩河畔迈
奥恩河畔迈（法語：May-sur-Orne，法語發音：[mɛ syʁ ɔʁn] ⓘ）是法国卡尔瓦多斯省的一个市镇，属于卡昂区。

## 地理
奥恩河畔迈（49°6'1"N, 0°22'26"W）面积3.49 平方千米，位于法国诺曼底大区卡爾瓦多斯省，该省份为法国西北部沿海省份，北濒大西洋英吉利海峡，东北与滨海塞纳省以海上边界相接，东临厄尔省，南至奧恩省，西与芒什省接壤。
与奥恩河畔迈接壤的市镇（或旧市镇、城区）包括：弗格罗勒-比利、丰特奈勒马尔米永、奥恩河畔圣安德烈、莱兹-克兰尚。

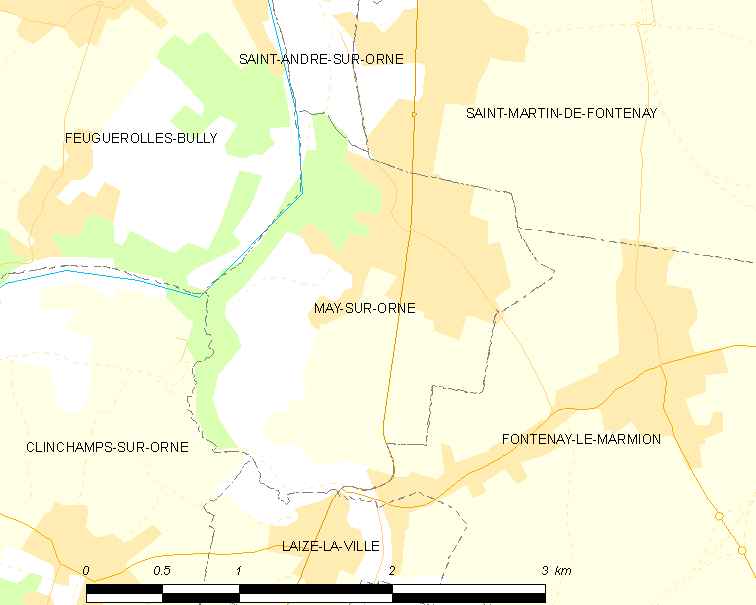
奥恩河畔迈的OSM定位图

奥恩河畔迈的时区为UTC+01:00、UTC+02:00（夏令时）。

## 行政
奥恩河畔迈的邮政编码为14320，INSEE市镇编码为14408。

## 政治
奥恩河畔迈所属的省级选区为埃夫勒西县。

## 人口

1962-2008年间奥恩河畔迈人口变化图示

奥恩河畔迈于2022年1月1日时的人口数量为2017人。